# Желтоухий настоящий бюльбюль
Желтоухий настоящий бюльбюль (лат. Pycnonotus penicillatus) — вид певчих птиц семейства бюльбюлевые. Эндемик Шри-Ланки.

## Описание
Желтоухий настоящий бюльбюль длиной 20 см, имеет длинный хвост. Оперение верхней стороны оливково-зелёное и желтоватое на нижней стороне. На голове серый хохол. На ушах и под глазами у него жёлтые, а перед глазами и на горле белые пятна. Оба пола выглядят одинаково, птенцы менее красочны. Полёт похож на полёт дятла.

## Местообитание
Птица живёт в джунглях и в окружённых лесом культурных ландшафтах.

## Питание
Птица питается плодами и насекомыми.

## Размножение
Гнездо строит в кустах, в кладке 2 яйца.